# August Heinrich Simon
Pour les articles homonymes, voir Simon (patronyme).
August Heinrich Simon (né le 29 octobre 1805 à Breslau et décédé le 16 août 1860 dans le lac de Walenstadt) est un homme politique allemand démocrate.

## Biographie
Simon étudie le droit et l'économie de 1824 à 1827 à l'université Humboldt de Berlin et à Breslau. En 1824, il devient membre de la Burschenschaft de cette dernière ville.
En 1827, il devient fonctionnaire prussien. Cependant, en 1829 après avoir provoqué la mort de son adversaire lors d'un duel, il est condamné à la prison à perpétuité. Il est emprisonné à Glogau puis gracié en 1830. Il travaille d'abord comme assistant puis comme titulaire au tribunal de Breslau. Il est ensuite muté à Berlin, Magdebourg et Francfort-sur-l'Oder. En 1841, il entre au ministère du culte prussien. En 1845, il est forcé à la démission en raison de ses opinions politiques. Il travaille ensuite comme journaliste avec Robert Blum. En 1847, il est accusé de lèse-majesté contre le roi prussien Frédéric-Guillaume IV.
En 1848, il est député au parlement prussien. Il est envoyé en tant que délégué au pré-parlement, où il exerce la fonction de secrétaire. Il devient ensuite membre du comité des cinquante. Il est élu au parlement de Francfort dans la circonscription de Magdebourg le 18 mai 1848. Il y reste jusqu'au 19 juin 1849 où il mène le groupe parlementaire Westendhall. Il est connu pour être à l'origine avec Heinrich von Gagern du « pacte Simon-Gagern », une coalition de centre-gauche qui permet le vote de la constitution de Francfort. Le principe de l'empire héréditaire cimente la coalition.
Après le refus de la couronne impériale par Frédéric-Guillaume IV, le parlement perd sa raison d'être. Simon, membre du parlement croupion du 6 juin au 18 juin 1849 est nommé dans son exécutif : la régence provisoire. Après la défaite de la révolution, il part se réfugier en Suisse en juillet. Sa participation à la régence provisoire lui vaut une condamnation à la prison à perpétuité pour haute trahison.
En Suisse, il fait des affaires. Il gère notamment un domaine agricole, est associé dans une carrière de pierres et dans la métallurgie du cuivre. L'université de Zurich lui décerne un titre de docteur honorifique en 1851.
Il meurt par noyade en 1860 dans le lac de Walenstadt, près de Murg.